# Will Hurd
William Ballard Hurd, detto Will (San Antonio, 19 agosto 1977), è un politico e agente segreto statunitense, membro della Camera dei Rappresentanti per lo stato del Texas dal 2015 al 2021.

## Biografia
Nato e cresciuto a San Antonio, Hurd si laureò alla Texas A&M University in scienze informatiche e relazioni internazionali e successivamente venne assunto alla CIA, presso la quale lavorò per nove anni e mezzo. Durante il suo servizio, Hurd lavorò come agente sotto copertura in Afghanistan e proprio mentre svolgeva il suo lavoro decise di entrare in politica: durante un incontro con un parlamentare, membro della commissione per l'intelligence al Congresso, si rese conto che costui ignorava la questione sciiti-sunniti alla base del conflitto in Medio Oriente e pensò che lui avrebbe potuto fare di meglio.
Dopo aver aderito al Partito Repubblicano, nel 2010 si candidò alla Camera dei Rappresentanti ma venne sconfitto nelle primarie da Quico Canseco, che riuscì poi a farsi eleggere deputato. Canseco tuttavia non venne rieletto nel 2012, quando fu sconfitto dal candidato democratico Pete Gallego. Nel 2014 Hurd si candidò di nuovo per il seggio e stavolta nelle primarie sconfisse Canseco; successivamente affrontò Gallego nelle elezioni generali e riuscì a sconfiggerlo di misura, divenendo il primo afroamericano in assoluto a rappresentare quel distretto congressuale.
A livello ideologico, Will Hurd si configura come un repubblicano conservatore ed è considerato vicino al Tea Party.